# Sardi (sito archeologico)
Sardi o Sardis o Sardes (in lidio 𐤳𐤱𐤠𐤭𐤣, traslitterato Sfard; antico greco Σάρδεις, traslitterato Sárdeis; antico persiano Sparda) era un'antica città dell'Asia Minore (oggi Turchia) che divenne capitale del regno di Lidia nel VII secolo a.C.

## Le rovine

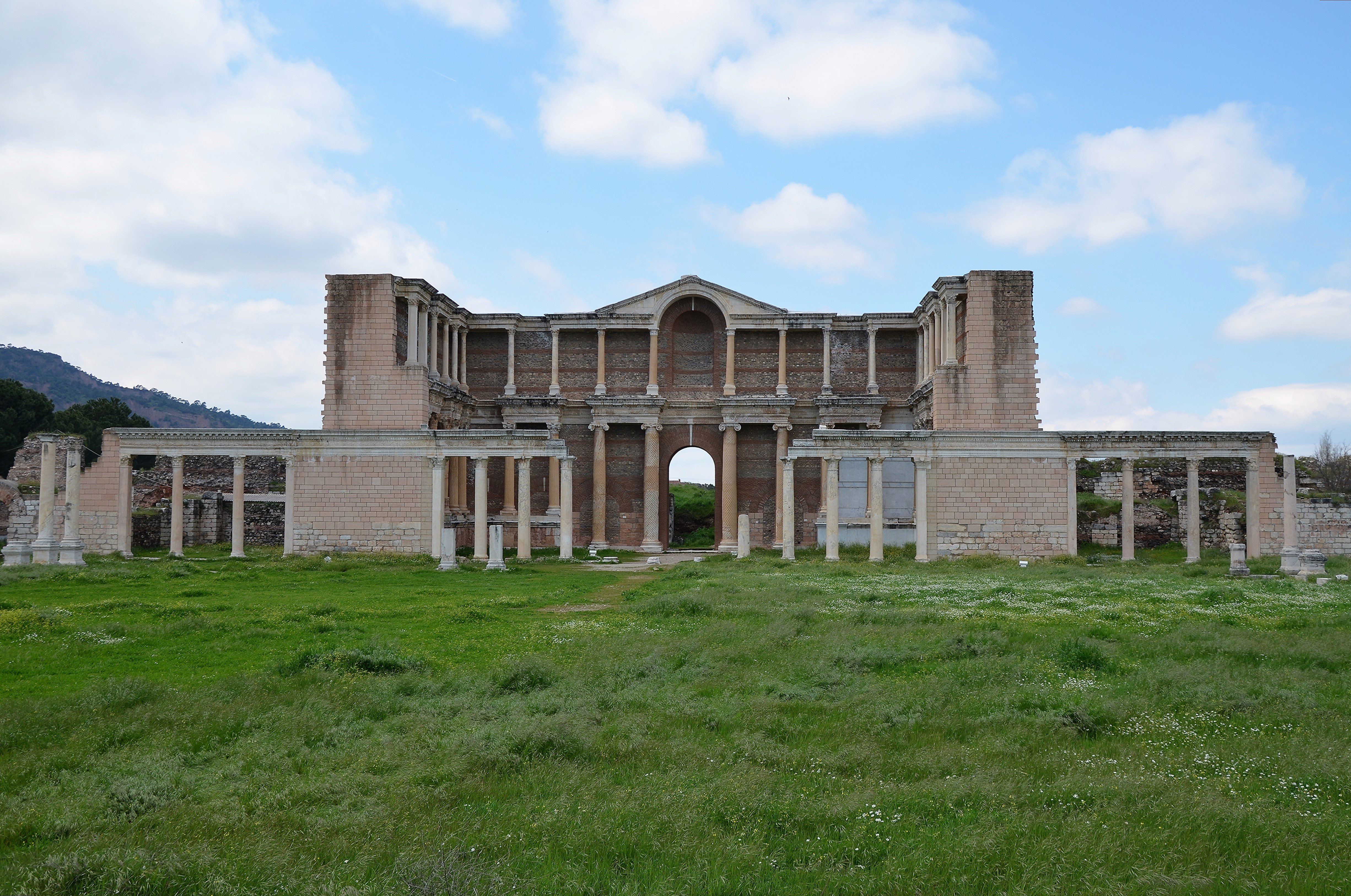
Il Ginnasio di Sardi oggi

A partire dal 1958 le università americane Harvard e Cornell hanno finanziato delle campagne annuali di scavo che hanno rivelato importanti costruzioni di epoca ellenistica e romana, tra cui il tempio di Artemide, il ginnasio, lo stadio e il teatro. La scoperta più sorprendente è stata però la sinagoga ricavata da una sezione della basilica di epoca romana, dove sono state rinvenute iscrizioni in greco e in ebraico e numerosi mosaici. Si tratta della più grande sinagoga finora ritrovata nel mondo mediterraneo, e ha completamente cambiato l'opinione degli studiosi circa la situazione degli ebrei nel tardo Impero Romano, fornendo prove della vitalità delle comunità giudaiche dell'Asia Minore e della loro importanza in un'epoca in cui si pensava che il Cristianesimo le avesse praticamente cancellate.